# A Streetcar Named Marge
«A Streetcar Named Marge» (с англ. — «Трамвай „Мардж“») — второй эпизод четвёртого сезона мультсериала «Симпсоны», вышедший в эфир 1 октября 1992 года.

## Сюжет
В то время как Гомер, Барт и Лиза смотрят телевизор, Мардж объявляет, что она собирается пойти на прослушивания в местную постановку спектакля «Трамвай „Желание“». Она хочет встретить новых людей, так как она обычно тратит весь день дома с Мэгги. Остальная часть семьи реагирует с незаинтересованностью и продолжает смотреть телевизор. Мардж идёт на прослушивание и её утверждают в роли. Мардж получила главную роль — Бланш Дюбуа. Её партнёром по спектаклю оказывается Нед Фландерс. Это вызывает недовольство Гомера. Между супругами вновь разлад. Но в конце концов, увидев игру Мардж, Гомер Симпсон понимает, что должен быть более благосклонен.

## Культурные отсылки
- Название эпизода «A Streetcar Named Marge» пародирует название пьесы Теннесси Уильямса «A Streetcar Named Desire».
- В эпизоде множество отсылок к романам Айн Рэнд.[1] Например, детский сад Мэгги называется «Школа Айн Рэнд для малышей» (англ. Ayn Rand School for Tots).
- Сцена, где Гомер пробирается к Мегги мимо сосущих соски детей, является пародией на концовку фильма «Птицы» Альфреда Хичкока. Сразу после этой сцены можно увидеть его самого, выгуливающего двух собак — именно в таком камео появился Хичкок в фильме «Птицы».
- Сцены, где Мэгги пытается достать соски — отсылка к фильму «Большой побег».

## Интересные факты
- Этот эпизод вызвал большой скандал, так как в нём жители Спрингфилда в мюзикле спели песню, где упоминался Новый Орлеан. Они назвали этот город «местом для пьяниц, пиратов и проституток». После выхода эпизода в эфир редакцию «Симпсонов» заполнили письма с оскорблениями и угрозами от жителей Нового Орлеана, возмущенными подобным сравнением их города. Создатели «Симпсонов» извинились перед жителями Нового Орлеана в следующем эпизоде «Homer the Heretic». В нём, в заставке мультсериала, Барт много раз написал на доске: «Я не буду оскорблять Новый Орлеан».
- В сцене, когда Мардж просит Гомера порепетировать с ней, он играет в Bowling 2000. Это отсылка к карманной приставке GameBoy.
- Когда Мегги ищет замену соске, она пробует фигурку Барта.
- В украинском переводе серии Барт говорит на русском языке (за ужином и после спектакля), Лиза и Мардж за ужином разговаривают на суржике.

## Саундтрек
- Элмер Бернстайн — «Great Escape March» (мелодия из фильма «Большой побег» звучит, когда Мэгги крадёт соску)
- Хэнк Азариа — «Long Before the Superdome» (автор Джефф Мартин)
- Cast — «New Orleans» (автор Джефф Мартин)
- Джулия Кавнер — «I Thought My Life Would Be a Mardi Gras» (автор Джефф Мартин)
- Хэнк Азариа — «I Am Just a Simple Paper Boy» (автор Джефф Мартин)
- Гарри Ширер — «Stella» (автор Джефф Мартин)
- Джулия Кавнер и Cast — «The Kindness of Strangers» (автор Джефф Мартин)
- Сай Коулмэн и Кэролин Ли — «Hey Look Me Over»
- Hughie Cannon — «Won’t You Come Home Bill Bailey»
- Эл Кэша и Джоэл Хиршхорн — «The Morning After»
- Дженис Ян — «At Seventeen»[2]